# Aliya Parcs
Aliya Parcs är en filippinsk sångare, låtskrivare, fotomodell och TV-personlighet.

## Biografi
Aliya Parcs föddes i och växte upp i Nederländerna men familjen flyttade senare till Corona i USA. Första gången hon sjöng inför publik var när hon var fyra år gammal. Hennes far är nederländsk och hennes mor är filippinsk. Familjen flyttade till Bacolod City i Filippinerna år 1998 och hennes föräldrar startade ett eget företag där. Där upptäcktes hon i ett köpcenter av en personer från ABS-CBN som letade efter talanger och fick ett jobb som programledare.

## Karriär
Aliya Parcs musikkarriär drog igång år 2000 och ett år senare blev hon även fotomodell. År 2003 skrev hon och framförde låten "Inner Strength (Love & Faith)" som var med i filmen Crying Ladies från 2003. År 2004 skrev hon på ett kontrakt med skivbolaget Star Records. Samma år nominerades hon för priset "bästa nya kvinnliga artist" vid både Aliw Awards och Awit Awards. År 2005 spelade hon in albumet Singles tillsammans med Maoui David, Marinel, Karel Marquez och Ja Boom Twins, som gavs ut av Star Records. På albumet finns fyra av Parcs låtar.
Aliya Parcs mest kända låt är "Stop Think" som har hörts fler än 100 000 gånger på Youtube. Låten som är skriven av Parcs själv i samarbete med Allan Feliciano var med i filmen Bcuz of U från 2004. Året innan hade den varit ett av tio finalbidrag i en låtskrivartävling.
Förutom att ha varit värd för ett flertal TV-program har hon även gjort auditions för roller i filmer även utanför Filippinerna, bland annat i Thailand. Hon har också haft modelljobb i Tokyo i Japan. Hon har samarbetat med flera kända personligheter inom musikindustrin under sin karriär. Hon var med i musikvideon till låten "The Warrior Is a Child" av den filippinska musikern Gary Valenciano. Hon framförde duetten "Here and Now" med den kinesisk-filippinska sångaren Jose Mari Chan. Hon skrev låten "When I'm with You" med den amerikanska singer-songwritern Keith Martin.

## Diskografi

### Album
- 2005 - Singlar

1. "I Close My Eyes"
2. "Stop Think"
3. "Seasons of Love"
4. "For All of My Life"